# Represa de Canoas I
La represa de Canoas I, está situada sobre el río Paranapanema, entre los municipios de Cândido Mota, estado de São Paulo y Itambaracá, estado de Paraná, Brasil.
La presa fue inaugurada en 1999, en conjunto con la represa de Canoas II, posee 3 turbinas tipo Bulbo con una potencia total instalada de 81 MW y su embalse ocupa 30,85 km².